# Szakácspárbaj
A Szakácspárbaj (eredeti cím: Cuisine américaine) 1998-as francia filmvígjáték.

## Cselekmény
Loren Collins az amerikai haditengerészetnél főszakács. De a felettese nem értékeli frissen sült őszibarackját, és a többi finomságot, amit készített. Hiányolja a tradicionális amerikai ételeket. A vitatkozás verekedéssé fajul, emiatt Lorent kirúgják. Egy rövid ideig a családi pizzériában dolgozik, de ő többre vágyik. Franciaországba utazik, Dijonba, Louis Boyer konyhájába, a világ legjobb főszakácsához. A kezdeti ellenszenv lassan oldódik, és egyre elismertebb szakáccsá válik. Keményen meg kell küzdenie minden nap, hogy a kollégák befogadják. A francia mester és az amerikai fiatal között igazi versengés alakul ki, mígnem egy nap, Loren megismerkedik Gabrielle-lel, Boyer gyönyörű lányával, Vincent menyasszonyával. Louis-nak komoly problémái vannak, ami miatt hamarosan kórházba kerül. Helyét a konyhán Loren veszi át, és megmenti a konyha becsületét. Kitalál egy új ételt, amivel megnyeri magának Franciaország legnagyobb ínyencének az elismerését, és címlapra kerül. Az idős főszakács visszavonul és a konyha vezetését végleg Lorenre bízza, akibe időközben a lánya is beleszeretett.

## Szereplők
- Jason Lee : Loren Collins (Lux Ádám)
- Eddy Mitchell : Louis Boyer (Tolnai Miklós)
- Irène Jacob : Gabrielle Boyer (Huszárik Kata)
- Isabelle Petit-Jacques : Carole
- Sylvie Loeillet : Suzanne
- Thibault de Montalembert : Vincent
- Anthony Valentine : Wellington
- Isabelle Leprince : Agnès
- Laurent Gendron : Bruno
- Gérard Chaillou : Roger
- Lyes Salem : Karim
- Linda Powell : Miller
- Skipp Sudduth : Wicks
- David Gabison : Fredet
- Keith Hill : Germaine

További szereplők magyar hangja: Betz István, Forgács Gábor, ifj. Jászai László, Menszátor Magdolna, Nyírő Bea, Oberfrank Pál